# قرار مجلس الأمن التابع للأمم المتحدة رقم 956
قرار مجلس الأمن التابع للأمم المتحدة رقم 956، الذي تم اعتماده بالإجماع في 10 تشرين الثاني / نوفمبر 1994، بعد التذكير بالفصل الثاني عشر من ميثاق الأمم المتحدة الذي أنشأ نظام وصاية الأمم المتحدة والقرار 21 (1947) الذي وافق على إقليم الوصاية في الجزر الخاضعة للانتداب الياباني (المعروف منذ ذلك الحين باسم إقليم الوصاية لجزر المحيط الهادئ)، قرر المجلس أنه في ضوء بدء نفاذ اتفاق مركز جديد لجمهورية بالاو، فإن أهداف اتفاق الوصاية قد اكتملت وبالتالي أنهى وضع بالاو بصفتها دولة إقليم الوصاية.
ولاحظ المجلس أن الولايات المتحدة هي السلطة المسؤولة عن إدارة الإقليم الخاضع للوصاية وأعرب عن ارتياحه لأن شعب بالاو مارس حقه في تقرير المصير بحرية في الموافقة على اتفاق المركز الجديد. تمت الموافقة على انضمام بالاو إلى الأمم المتحدة في القرار رقم 963 .

## روابط خارجية
- نص القرار في undocs.org